# Clara Johansson
Clara Linnéa Johansson, ogift Albinsson, född 25 juli 1902 i Silbodals församling i Värmlands län, död 26 januari 1992 i Silbodals församling, var en svensk konditor och poet.

## Biografi
Clara Albinsson gifte sig 1929 med byggnadssnickaren Nils Fritiof Johansson (1894–1964), och tog då hans efternamn. De är båda begravda på Silbodals kyrkogård i Värmland.
År 1934 öppnade Clara Johansson Claras konditori i Årjäng, men vid sidan av konditoriverksamheten målade hon tavlor och skrev och läste dikter. 1960 lärde hon känna musikern Thore Skogman efter att han hittat en av hennes diktsamlingar och fått hennes tillstånd att tonsätta några av dikterna. De två samarbetade i många år, och samarbetet resulterade bland annat i låtarna Fröken Johansson och jag och Kärlek på lasarett.
Samarbetet med Skogman ledde också till att Johansson gästade TV-programmet Hylands hörna. Vid tidpunkten för hennes besök hade hon ont i en tå och blev efter TV-framträdandet känd som "Clara med tåa".

### Claras torg
År 1969 köpte Skogman konditoriet, som stod kvar ända till 2008, då torget i Årjäng byggdes om. Det nya torget fick namnet Claras torg och invigdes 25 oktober 2013 av kommunstyrelsens ordförande Katarina Johannesson. Innan torget invigdes fanns redan ett torg med namnet Claras torg, men i februari 2013 beslutade kommunfullmäktige att det sistnämnda skulle byta namn till Trolltorget. På Claras torg finns en minnessten över Claras konditori.